# Lindlar
Lindlar – gmina w Niemczech, w kraju związkowym Nadrenia Północna-Westfalia, w rejencji Kolonia, w powiecie Oberbergischer Kreis. W 2010 liczyła 22 074 mieszkańców.

## Współpraca
- Brionne, Francja
- Shaftesbury, Wielka Brytania
- Kaštela, Chorwacja